# いとこ同志 (1992年のテレビドラマ)
『いとこ同志 -Les Cousins-』（いとこどうし レ・クザン）は、1992年10月14日から同年12月23日まで、日本テレビ系列で毎週水曜22:00 ‐ 22:54 (JST) に放送されていた日本のテレビドラマ。全11話。主演は高嶋政伸。

## 概要
幼馴染みのいとこ同士、かつて子供の頃に同じものを見て感じていつしか芽生えた、大人になる前の純情な恋はいつまでも特別な思い出。もしも、その人と大人になって再会したら？ということがテーマで、「純情」を本作の軸として結婚適齢期世代を対象視聴者層としたラブストーリー。
共に1988年のNHK連続テレビ小説『純ちゃんの応援歌』でドラマデビューし、これ以後家族ぐるみの付き合いが続いた高嶋政伸と山口智子の主演で、「また二人共演したい」と思い続けていた高嶋の“ラブコール”が実を結んだものと言われている。

## ストーリー
高知県西部出身の川島敦と川島笑子のいとこ同士が成人し、離れ離れになって5年後、上京後に再び巡り会って繰り広げられるラブストーリー。オープニングでは四万十川に架かる沈下橋を渡る少年期の二人の描写がある。

## キャスト
- 川島敦：高嶋政伸
漁師の次男で、ディスプレイなどの企画会社「冒険社」のプランナー。美和に失恋し、それを引きずっている。
- 川島笑子：山口智子
敦といとこ同士で幼馴染み。奔放な性格。敦への思いを断つためにパリに渡って絵画を学んだ後帰国、東京で敦と再会する。
- 佐伯美和：室井滋
既婚者の身でありながら敦と恋愛関係になった後に別れ、自身も離婚して一からやり直し、冒険社の部長として赴任。そこで敦と再会する。
- 手塚沙織：水野真紀
居酒屋勤務のフリーター、21歳。純粋で騙されやすい所がある。裕二から一途に思いを寄せられるも、自身は他の男に思いが揺れ動く。
- 松下鉄也：宮川一朗太
冒険社の営業マンで、敦は同僚で親友。純情な性格。笑子にほのかに憧れを抱く。
- 三矢夏彦：豊川悦司
- 日下裕二：山本太郎
将来のことを真剣に考える19歳。新聞配達をしている。年上の沙織に本気に愛を感じてひたすらアタックしようとする。
- 遠山英一：藤原稔三
- 遠山照代：かとうれいこ
冒険社の社長令嬢。父の仕事を通じて知り合った画商の息子には苦しい恋をしたという経験があり、笑子を憎む時期もあった。
- 川島孝：梨本謙次郎
敦の兄。家業の漁師を継ぐことを嫌って上京。いわゆる「なんでも屋商法」の仕事をしていたがバブル崩壊で行き詰まり、敦と同じ会社に就職。
- 岡部健吉：西岡徳馬
フリーライター。42歳を迎えたがゆえに若者向けの仕事に疲れ、慰謝料と養育費も重くのしかかっているのを感じている。一方でノリが軽いところがある。

（出典：）

## スタッフ
- 企画：服部比佐夫
- 脚本：吉本昌弘 （全話）
- 音楽：杉本竜一
- プロデュース：小山啓、柴田徹
- 演出
  - 雨宮望 （第1、2、5、6、10、11各話）
  - 斎藤郁宏 （第3、4、7、8各話）
  - 池添博 （第9話）
- 制作プロダクション：東宝
- 製作著作：日本テレビ

## 主題歌
- 「星が見えた夜」楠瀬誠志郎

## 備考
- 1992年秋に『スーパークイズスペシャル』で本番組が出場し、同じく『外科医有森冴子II』で出場している高嶋政伸の兄・髙嶋政宏と兄弟共演かつ対決を果たした。さらにスペシャルゲストとして、2人の父である高島忠夫が登場した。